# 卡俄斯

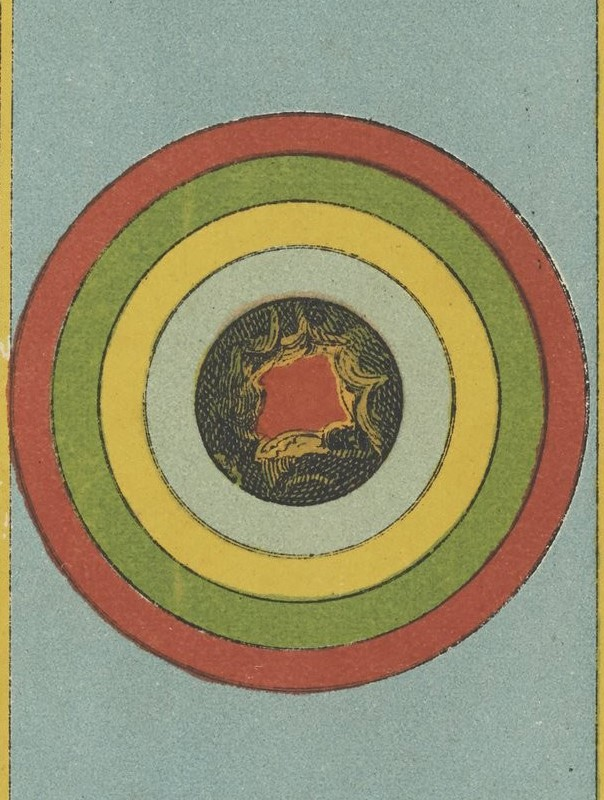
混沌之神Chaos

卡俄斯（希臘語：Χάος，拉丁化：Chaos，字面意思是“裂缝”或“打哈欠”），即“混沌”的音譯，是希腊神话中的概念，没有形体，也没有明确的性别，它是一切空间及概念的开始，最早由赫西俄德在《神谱》中提到。

## 定義
根据赫西俄德的说法，卡俄斯是存在于宇宙形成之前的一片黑暗空间；它的形状不可描述，因为那时还没有光。赫西俄德笔下的卡俄斯并未被拟人化，只是代表世界之初的原始状态。古羅馬詩人奥维德将卡俄斯的概念进一步扩展为内部的毫无秩序，比较接近于现代词语中的“混沌”。从卡俄斯中诞生了希腊神话中的第一代神祇，包括：蓋亚（大地）、塔耳塔罗斯（地狱）、厄洛斯（欲望）、倪克斯（深夜）、厄瑞玻斯（黑暗）。厄瑞玻斯和倪克斯结合，产生了埃忒耳（光明）和赫墨拉（白天），蓋亚又独自产生了烏拉诺斯（天空）和蓬托斯（海洋）以及烏瑞亞（山脈）。后来的古典作家将卡俄斯人格化，认为这是原初之神。
俄耳甫斯教教义对于卡俄斯有着不同的解释。俄耳甫斯教并不把卡俄斯視作最早的存在，认为他是更原始的存在克罗诺斯（时间）和阿南刻（必然性）的产物。亦有俄耳甫斯教教徒把卡俄斯想象成出自于一个充满迷雾的无底深渊，当凝结成卵形的雾被分开时，就形成了天与地。
部分现代研究者认为卡俄斯不大可能是原始希腊神话中就有的概念，存在“世界之初是一片混沌”的抽象思维应该是在神话发展到一定阶段之后才产生的。其他民族也有类似的概念（如《梨俱吠陀》：“起初黑暗被黑暗掩盖，不能分辨的深渊，这就是一切”；《聖經·創世紀》：“起初神创造天地。地是空虚混沌，渊面黑暗。神的灵运行在水面上”）。卡俄斯的出现说明古希腊人试图对宇宙的存在作出解释（创世论），在这之中的创世过程是：混沌产生大地，大地产生天空，天空与大地结合产生世间万物。

## 流行文化
- 游戏《崩坏：星穹铁道》在游戏内的世界“翁法罗斯”中包含了名为“卡厄斯”的游戏剧情角色，其在游戏中为在“永劫回归”前的最后一次世界轮回中接管刻法勒神权的黄金裔。（区别于 卡厄斯兰那）

## 资料来源
- 《神话辞典》，（苏联）M·H·鲍特文尼克等，统一书号：2017·304
- 《世界神话辞典》，辽宁人民出版社，ISBN 7-205-00960-X
- 《古希腊罗马神话鉴赏辞典》，吉林出版社，ISBN 7-206-04846-3